# 한국조폐공사
한국조폐공사(韓國造幣公社, Korea Minting, Security Printing & ID Card Operating Corp, 약칭: KOMSCO)는 은행권·주화·국채·공채·각종 유가증권 및 정부·지방자치단체 등이 사용할 특수 제품의 제조, 기타 이와 관련된 사업을 수행함으로써 국민 경제발전에 이바지함을 목적으로 설립된 대한민국의 공기업이다. 전쟁으로 임시정부가 부산에 있던 1951년 10월 정부의 전액 출자로 설립되었으며 공기업 중 가장 역사가 길다.
한국조폐공사는 실물 경제활동에서 보안이 필요한 모든 제품과 서비스를 제공하고 있다. 은행권과 주화, 수표와 우표, 상품권 등을 제조함은 물론, 신분 인증을 위한 주민등록증과 여권을 제조·발급하고 있으며 관련 서비스를 제공하고 있다. 2013년부터는 골드바 판매를 시작하였다.본사는 대전광역시 유성구 과학로 80-67에 위치하고 있으며, 기술연구원은 대전광역시 유성구의 연구 단지에 소재한다. 은행권과 주화 등 보안 인쇄 및 압인과 관련된 사항은 경상북도 경산시 갑제동에 소재한 화폐본부(구 조폐창)에서 담당하며, 충청남도 부여군에 은행권 등에 쓰이는 특수 보안 용지를 생산하는 제지 본부가 있다. 대전광역시에는 주민등록증과 여권 등 공공 신분증을 전담하는 ID본부가 있다.

## 주요 사업

### 인쇄
은행권, 수표, 우표, 증지, 채권, 상품권을 한국은행, 기획재정부, 전국은행연합회, 우정사업본부, 유통 대기업(신세계, 농협, KEB하나은행, 동아제약, 홈플러스, GS칼텍스 등)에 납품하고 있다.

### 주화 및 특수압인
주화, 기념주화, 훈장, 메달, 각종 귀금속 제품을 한국은행, 행정안전부, 주요 대기업, 주요 대학 등에 납품하고 있다.
훈장 또한 경산에 소재한 화폐 본부에서 제조된다. 한국조폐공사는 무궁화 대훈장을 비롯한 12종의 훈장을 제조, 정부에 공급하고 있다. 메달 분야는 올림픽 메달과 같은 정부의 각종 기념 메달을 포함하여 각종 홍보 메달과 아트 메달, 장기 근속 메달, 문화재 재현품 등을 만들어 왔다.

### ID
주민등록증, 여권, 운전면허증, 외국인등록증, 복지카드, 각종 공공 신분증과 관련 시스템 등을 행정안전부, 외교통상부, 국토교통부, 보건복지부, 주요 공공기관과 금융권에 납품한다.

## 연혁
조폐공사는 1951년 10월 1일 「한국조폐공사법」에 의거하여 6·25전쟁 중 임시 수도 부산에서 정부가 150만원을 출자한 투자기관이다. 종전과 함께 본사를 부산에서 서울로 이전했으며, 1973년 수도권 인구분산 정책에 따라 본사를 대전으로 이전했다. 사업영역은 인쇄사업, 주화사업, 연구개발부문 등으로 구분할 수 있다. 1952년 10월 최초로 은행권 1,000원권과 500원권을 자체 제작하여 인쇄 사업을 시작했으며, 2019년 기준으로 연간 약 2,300여 종에 달하는 특수 인쇄물을 제조·공급하고 있다. 1966년 당시 주화를 1원화, 5원화, 10원화 등의 3종류를 제조하기 시작했으며, 1975년부터는 기념주화와 메달도 함께 만들고 있다. 연구개발 부문은 1967년 11월 기술연구원을 발족하여 화폐 및 유가증권의 진위 여부 민 보안 기술을 개발하고 있다. 1988년에는 화폐에 대한 일반 대중의 이해를 높이고자 본사 건물에 화폐박물관을 건립하기도 했다.
- 1951년 10월 1일 한국조폐공사 창립
- 1953년 본사를 서울로 이전
- 1958년 대전에 제지 공장 건설
- 1964년 대전에 부산 인쇄 공장을 이전하여 인쇄 공장 건설
- 1966년 부산주화 공장 건설, 12월30일 정식 발족
- 1967년 대전공장 부지 내 기술연구소 발족
- 1973년 본사를 서울에서 대전으로 이전
- 1975년 대전 공장을 대전 조폐창으로 개정
- 1975년 부산 주화 공장 폐지, 경산 조폐창 안에 주화 공장 신축이전
- 1983년 부여 조폐창 개창
- 1987년 대전 대덕 연구 단지 내 본사, 기술 연구소 신축 이전
- 1988년 노후 대전 조폐창을 폐쇄, 옥천 조폐창 건설이전
- 1997년 서울 사업소 사옥 준공(경기도 성남시 분당구 금곡동)
- 1999년 옥천 조폐창을 경산 조폐창으로 통합(옥천 조폐창 폐지)
- 2007년 여권과 주민등록증 중앙 집중 제조·발급을 위한 ID본부 발족
- 2010년 우즈베키스탄 자회사, GKD(Global KOMSCO DAEWOO) 설립 , 대우인터내셔널(현 포스코대우)과 우즈베키스탄에 합작으로 면펄프 사업을 추진 중이다.
- 2018년 대전 본사 내 비정규직 정규직 전환. 자회사,콤스코시큐리티/콤스코투게더 설립

## 조직
- 감사
  - 감사실
    - 감사기획팀
    - 경영감시팀
    - 기술감시팀

### 사장
- 비서실
- 홍보실
- 안전관리실

| - 기획조정처 - 전략기획팀 - 경영관리팀 - 준법경영팀 - 성과관리처 - 성과관리팀 - 재무팀 - ESG경영팀 - 안전관리처 - 안전관리팀 - 재난비상팀 | - 사업처 - 사업총괄팀 - 화폐사업팀 - ID사업팀 - 기술처 - 기술개발팀 - 생산관리팀 - 품질경영팀 - 영업개발처 - 영업총괄팀 - 압인사업팀 - 귀금속사업·인증팀 - 글로벌사업처 - 해외사업팀 - 보안인쇄용지사업팀 - 기술사업팀 | - ICT기획ㆍ보안처 - ICT기획팀 - 경영정보팀 - 정보보안팀 - ICT사업처 - 지급결제사업팀 - 가치저장사업팀 - 신원인증사업팀 - 디지털신분증처 - 디지털신분증사업팀 - 디지털신분증운영팀 - 디지털신분증개발팀 - 디지털플랫폼처 - 디지털인프라팀 - 지급결제운영팀 - 지급결제개발팀 - 인사처 - 인사팀 - 채용육성팀 - 노사협력처 - 노사협력팀 - 급여복지팀 - 경영지원처 - 총무팀 - 조달관리팀 - 물자조달팀 |

| - 운영관리처 - 생산1처 - 생산2처 | - 생산처 | - 운관리처 - 생산처 | - 연구관리센터 - 위조방지연구센터 - ICT연구센터 - 디자인연구센터 |

## 내규
한국조폐공사 노동자들은 조폐 공장의 들어가는 문에 있는 락커룸에 현금을 모두 두고 들어가야 한다. 업무 중에는 현금을 소지할 수 없으며, KBS VJ 특공대에 의하면 플라스틱 동전을 사용한다.실제 한국조폐공사 노동자들이 자판기에서 음료수를 마실 때 플라스틱 동전을 사용한다는 사실을 방송에서 직접 플라스틱 동전을 사용하여 보였다. 화폐를 생산하는 한국조폐공사의 공장이기 때문에, 노동자가 현금을 소지하고 공장을 출입한다면, 화폐를 가지고 나오는 문제가 생기기 때문이다.

## 논란

### 한국조폐공사 파업 유도 사건
조폐공사 파업 유도 사건은 1998년 김대중 정부 초기에 일어났던 파업을 검찰이 의도적으로 유도했다는 발언으로 인하여 발생했던 일련의 사건을 말한다. 당시는 외환 위기로 인하여 구조조정 폭풍이 몰아치던 시기였고 조폐공사도 옥천에 있던 은행권 인쇄 시설을 폐쇄하고 경산으로 통폐합 하면서 전체 인원의 40% 이상을 줄이는 구조조정이 진행되었었다.
파업이 끝난 뒤 1년이 지난 후 파업 당시 대검찰청 공안부장이었던 진형구가 대구고검 검사장으로 발령된 뒤 기자들과 폭탄주를 석 잔을 마신 후 대담을 갖던 중 1998년에 있었던 조폐공사의 파업을 검찰에서 유도했다는 발언을 하였다. 구조조정에 대한 불만을 단칼에 제압하기 위해서 국가가 조직적으로 나서서 조폐공사의 파업을 유도한 뒤 진압해서 다른 사업장에 대해서 본보기를 보이려 했다는 것이다. 이후 언론에 관련 사항이 보도되자 진형구는 취중 실언이라면서 무마하려 했고 검찰 측에서도 있을 수 없는 일이라며 부정하였다.
이후 여론으로 인해 검찰 측에서 내사를 벌인 결과, 파업 유도는 사실이지만 진형구의 단독 범행으로 결론 내려졌으며, 관련 특별 검사법이 국회를 통과하면서 본격적인 수사가 시작되었지만 결국 국가의 조직적인 개입은 없었다라고 종결되었다.
한편 이 사건과 옷로비 사건으로 김태정 당시 법무부 장관이 임명 8일만에 사임하는 등 김대중 정부의 도덕성에 큰 부담으로 작용하였다.